# Hélène Deschamps Adams
Hélène Marguerite Deschamps Adams (30 de janeiro de 1921, Tianjin - 16 de setembro de 2006, Manhattan) foi uma operativa do OSS, antecessor da CIA.

## Segunda Guerra Mundial
Após a ocupação alemã da França (em 1940), Deschamps luta na resistência francesa sob o nome "Anick".
Sofreu diversos ferimentos, sobretudo nas costas das pancadas sofridas num interrogatório, e ficou parcialmente surda devido à explosão de uma bomba.   No entanto, quando lhe perguntaram "porque se manteve no perigoso papel de agente secreto, disse 'não gostava da ideia dos nazis tomarem o meu país.'"

## Principais obras
- The Secret War of Helene de Champlain (1980), ISBN 0491028725
- Spyglass: The Autobiography of Helene Deschamps Adams (1995), ISBN 0805035362